# Thomas Thorpe (speaker)
Pour les articles homonymes, voir Thomas Thorpe.
Thomas Thorpe, né à une date inconnue et tué le 17 février 1461, est un homme politique anglais impliqué dans la guerre des Deux-Roses.

## Biographie
Dans les années 1440, il travaille dans l'administration de l'Échiquier du royaume. En octobre 1449 il est élu député du Northamptonshire à la Chambre des communes du Parlement d'Angleterre. En 1452, le nouveau Lord Trésorier John Tiptoft le limoge de l'administration gouvernementale, probablement car Thomas Thorpe appartient à la faction lancastrienne. Député à nouveau au parlement de 1453-1454, où il représente cette fois l'Essex, il est élu président (speaker) de la Chambre des communes par ses pairs, et est nommé membre du Conseil privé du roi Henri VI.
« Probablement sur ordre du roi », il fait illégalement confisquer des armements appartenant à Richard Plantagenêt, duc d'York. Ses adversaires yorkistes le font alors arrêter et condamner ; il est emprisonné à la prison de la Fleet. À cette date il est encore président de la Chambre des communes, et les députés demandent à la Chambre des Lords (qui dispose de pouvoir judiciaire) sa libération, invoquant l'immunité parlementaire. Les Lords refusent, et les communes élisent Thomas Charlton à leur présidence, en remplacement de Thomas Thorpe. Ce dernier est finalement libéré après paiement d'une lourde amende, et prend part en mai 1455 à la première bataille de St Albans, qui marque le début de la guerre des Deux-Roses. Il combat pour les Lancastre, et fuit le champ de bataille lorsque les Yorkistes l'emportent. 
Le roi Henri VI parvient cette fois à le protéger de ses ennemis, et en 1459 il est nommé chancelier de l'Échiquier. Au parlement de décembre de cette même année, il prend part au vote qui déclare, par bill d'attainder (c'est-à-dire par décision législative et sans jugement) que le duc d'York et ses principaux partisans sont coupables de trahison. Les forces yorkistes prennent le contrôle de Londres l'année suivante, et Thomas Thorpe est emprisonné à la tour de Londres. Il s'échappe, « déguisé en moine », mais est reconnu et « décapité par la foule » à Harringay, dans le nord de Londres. Il est le deuxième et dernier ancien président de la Chambre des communes à avoir été assassiné, après William Tresham en 1450, mais trois autres anciens speakers (John Wenlock, Thomas Tresham et William Catesby) seront exécutés durant la guerre des Deux-Roses. Il est par ailleurs le premier speaker à être destitué ou contraint de démissionner, les seuls autres étant Sir John Trevor en 1695 et Michael Martin en 2009.